# Перуштиця
Пе́руштиця (болг. Перущица) — місто в Пловдивській області Болгарії. Адміністративний центр общини Перуштиця.

## Населення
За даними перепису населення 2011 року у місті проживали 5058 осіб.
Національний склад населення міста:
| Національність   | Кількість осіб | Відсоток |
| ---------------- | -------------- | -------- |
| болгари          | 3358           | 67,9%    |
| цигани           | 1552           | 31,4%    |
| турки            | 7              | 0,1%     |
| інша             | 8              | 0,2%     |
| не визначились   | 22             | 0,4%     |
| Всього відповіли | 4947           |          |

Розподіл населення за віком у 2011 році:
Динаміка населення:

## Відомі люди
- Юлія Берберян (нар.. 1944) — болгарська тенісистка, тренерка з тенісу, громадський і політичний діяч.